# Єрейментау
Єреймента́у (каз. Ерейментау) — місто, центр Єрейментауського району Акмолинської області Казахстану. Адміністративний центр та єдиний населений пункт Єрейментауської міської адміністрації.

## Географія
Місто розташоване на західному схилі гір Єрейментау, за 550 км на південний схід від міста Кокшетау.

## Населення
Населення — 12652 особи (2021; 12518 у 2009, 15087 у 1999, 15973 у 1989).

## Історія
Місто засноване 1948 року як селище Єрментау на залізниці, що будувалась. Статус міста отримано 1965 року. З 1997 року має сучасну назву.

## Господарство
Залізнична станція на лінії Астана — Павлодар. Обробна, текстильна, харчова промисловість.